# Vendelån
Vendelån är ett vattendrag i mellersta Uppland, i Tierps kommun och Uppsala kommun. Ån är Fyrisåns största biflöde, och dess längd cirka 50 kilometer. 
Vendelån avvattnar Vendelsjön, vid vars strand bland annat Örbyhus slott ligger. Ån strömmar mot sydsydost förbi Viksta och Tensta kyrka, för att slutligen mynna i Fyrisån i höjd med Lena kyrka, omkring tjugo kilometer norr om Uppsala. 